# پژوهشکده حقوق و قانون ایران
پژوهشکدهٔ حقوق و قانون ایران یا به اختصار پژوهشکده حقوق، که در گذشته با نام مرکز پژوهشی دانشنامه‌های حقوقی علامه شناخته می‌شد، نام یک مرکز علمی پژوهشی در زمینه علم حقوق و دانش‌های پیرامونی آن است که به صورت مستقل و با کسب مجوز از وزارت علوم، تحقیقات و فناوری در چهار گروه پژوهشیِ دانشنامه‌نگاری حقوقی، نظریه‌پردازی و نواندیشی حقوقی، مطالعات تأثیر اجتماعی قوانین و مطالعات حقوق مضاف فعالیت می‌کند. این پژوهشکده نخستین سازمان علمی فعال در حوزه حقوق بود که موفق شد عنوان شرکت دانش‌بنیان را از معاونت علمی و فناوری ریاست جمهوری کسب کند.
پژوهشکدهٔ حقوق و قانون ایران در سال ۱۳۸۹ توسط گروهی از افراد با سابقهٔ فعالیت‌های قضائی و مدیریتی در معاونت آموزش و تحقیقات قوهٔ قضائیه تأسیس شد و تمرکز آن بر جمع‌آوری و مدیریت دانش پیرامونی مواد قانونی بود. در سال ۱۳۹۴ موافقت اصولی و در سال ۱۳۹۸ موافقت قطعی برای تبدیل آن به «مرکز پژوهشی دانشنامه‌های حقوقی علامه» از شورای گسترش وزارت علوم دریافت شد. در سال ۱۳۹۹ و بعد از طی دوران تأسیس و تثبیت، دورهٔ توسعهٔ خود را آغاز کرد. این مرکز توانست موافقت وزارت علوم برای ارتقا از «مرکز پژوهشی» به «پژوهشکده» را دریافت کند.
نخستین و بزرگ‌ترین زیرساخت پژوهش در حقوق ایران، بزرگ‌ترین پژوهش حقوقی ایران، اصلاح قانون ثبت احوال، ارزیابی و تحلیل پیش نویس لایحه‌ها، دستورالعمل‌ها و آیین‌نامه‌های حقوقی و تدوین شاخه‌بندی دانشنامه‌های حقوقی برای بیش از ۶۰ رشته حقوقی از جمله دستاوردهای پژوهشکده حقوق و قانون ایران است. این پژوهشکده با هدف تولید و اشاعهٔ اطلاعات تخصصی در شاخه‌های مختلف علم حقوق، نشریات مختلفی اعم از روزنامه، دو هفته‌نامه، فصلنامه و دو فصلنامه را نیز طراحی و منتشر کرده است.

## تاریخچه
پژوهشکدهٔ حقوق و قانون ایران در سال ۱۳۸۹ توسط گروهی از افراد با سابقهٔ فعالیت‌های قضائی و مدیریتی در معاونت آموزش و تحقیقات قوهٔ قضائیه تأسیس شد و تمرکز آن بر جمع‌آوری و مدیریت دانش پیرامونی مواد قانونی بود. در سال ۱۳۹۴ موافقت اصولی و در سال ۱۳۹۸ موافقت قطعی برای تبدیل آن به «مرکز پژوهشی دانشنامه‌های حقوقی علامه» از شورای گسترش وزارت علوم دریافت شد. در سال ۱۳۹۹ و بعد از طی دوران تأسیس و تثبیت، دورهٔ توسعهٔ خود را آغاز کرد؛ این مرکز توانست موافقت وزارت علوم برای ارتقا از «مرکز پژوهشی» به «پژوهشکده» را دریافت کند. این تغییرات در دی ماه سال ۱۳۹۹ ثبت و در روزنامهٔ رسمی منتشر شد.
تا پیش از ارتقا به پژوهشکده، فعالیت‌های پژوهشی این مؤسسه در سه گروه پژوهشی «مطالعات حقوقی»، «مطالعات جزایی» و «مطالعات فقهی» متمرکز بود. اما همزمان با این تغییرات، وزارت علوم با افزایش تعداد و تغییر در عناوین گروه‌های پژوهشی این مؤسسه موافقت کرد.
پژوهشکدهٔ حقوق و قانون ایران، با ارائهٔ سوابق پژوهش‌های انجام‌شده در سال ۱۳۹۹ موفق شد به‌عنوان نخستین مرکز علمی فعال در حوزهٔ حقوق، عنوان شرکت دانش‌بنیان را از معاونت علمی و فناوری ریاست جمهوری کسب کند.

## اهداف
این مرکز اهداف خود را در دو عنوان «اهداف کلان» و «اهداف جرئی» تعریف کرده است. توسعه، گسترش و زمینه‌سازی برای ارتقای فعالیت‌های پژوهشی حقوقی از اهداف کلان این پژوهشکده شمرده شده است و مطالعه و پژوهش در مبانی، آثار، محتوای حقوقی و فقهی، تناظر میان دکترین حقوقی، رویهٔ قضایی، قوانین و نیز تدوین و انتشار دانشنامه در شاخه‌های مختلف حقوق از جمله هدف‌های جزئی این پژوهشکده محسوب می‌شود.

## ساختار و تشکیلات
پژوهشکدهٔ حقوق و قانون به‌صورت هیئت امنایی و زیر نظر رئیس پژوهشکده اداره می‌شود. بدنهٔ مدیریتی آن شامل شورای پژوهش، معاون پژوهشی، معاون پشتیبانی و فناوری، بازرس، کمیسیون مشورتی و روابط عمومی است. این پژوهشکده تعدادی گروه علمی دارد که هر یک از آنها از مدیر گروه، اعضای هیئت علمی و پژوهشگران تشکیل شده است.
در مادهٔ ۷ اساسنامهٔ پژوهشکدهٔ حقوق و قانون ایران، به وظایف و اختیارات این پژوهشکده پرداخته شده است. بر این اساس، نیازسنجی، طراحی و اجرای پژوهش‌های حقوقی در سه سطح بنیادی، کاربردی و توسعه‌ای و همچنین همکاری پژوهشی با دانشگاه‌های داخلی و خارجی از جمله وظایف و اختیارات این پژوهشکده مشخص شده است. علاوه بر آن، پژوهشکده می‌تواند بر اساس نتایج تحقیقات و پژوهش‌های انجام‌شده، خدمات مشاوره‌ای ارائه کند. تولید محتوای آموزشی و پژوهشی (شامل کتاب، نشریه و…) و برگزاری همایش‌های علمی و دوره‌ها و کارگاه‌های آموزشی کوتاه‌مدت نیز در محدودهٔ اختیارات این پژوهشکده تعریف شده است.

### اعضای شورای پژوهش
| فهرست اعضای شورای پژوهش |                        |                   |                                                            |               |
| ردیف                    | نام و نام‌خانوادگی      | تخصص              | گزیده‌ای از سوابق حقوقی                                     | منبع          |
| ۱                       | سید محمد موسوی بجنوردی | فقه و حقوق اسلامی | عضو پیشین شورای عالی قضایی                                 | [ ۱۲ ]        |
| ۲                       | ‏محمد درویش‌زاده         | حقوق خصوصی و فقه  | قاضی پیشین دیوانعالی کشور                                  | [ ۱۳ ]        |
| ۳                       | عباس کریمی             | حقوق خصوصی        | استاد تمام دانشکده حقوق دانشگاه تهران                      | [ ۱۴ ]        |
| ۴                       | محمد جواد جاوید        | حقوق عمومی        | استاد تمام دانشکده حقوق دانشگاه تهران                      | [ ۱۵ ]        |
| ۵                       | محمد مصدق              | فقه و حقوق جزا    | معاون اول قوه قضائیه ایران                                 | [ ۱۶ ]        |
| ۶                       | محمدجعفر حبیب‌زاده      | حقوق جزا          | استاد تمام دانشکده حقوق دانشگاه تربیت مدرس                 | [ ۱۷ ]        |
| ۷                       | محمد جواد شریعت باقری  | حقوق بین‌الملل     | رئیس سابق دانشگاه علوم قضایی                               | [ ۱۸ ]        |
| ۸                       | سید حسن میرحسینی       | مالکیت معنوی      | دبیر سابق شورای ملی هماهنگی و سیاستگذاری مالکیت فکری ایران | [ ۱۹ ]        |
| ۹                       | حمید گوینده            | فقه و حقوق جزا    | مدیر کل اداره حقوقی قوه قضائیه                             | [ ۲۰ ] [ ۲۱ ] |
| ۱۰                      | احمد بیگی حبیب آبادی   | حقوق خصوصی        | قاضی دادگستری و مشاور رئیس قوه قضائیه                      | [ ۲۲ ] [ ۲۰ ] |

### گروه‌های پژوهشی
گروه‌های پژوهشی این پژوهشکده عبارتند از:
- دانشنامه‌نگاری حقوقی
- نظریه‌پردازی و نواندیشی حقوقی
- مطالعات تأثیر اجتماعی قوانین
- مطالعات حقوق مضاف

### نشریات پژوهشی وابسته

تصویر صفحه اول روزنامه دنیای حقوق در تاریخ ۱۰ شهریور ۱۳۹۵

این پژوهشکده با هدف تولید و اشاعهٔ اطلاعات تخصصی در شاخه‌های مختلف علم حقوق، نشریات مختلفی اعم از روزنامه، دو هفته‌نامه، فصلنامه و دو فصلنامه را طراحی و منتشر کرده است. به‌عنوان مثال می‌توان به روزنامهٔ دنیای حقوق اشاره کرد که نخستین روزنامهٔ پژوهشی و اطلاع‌رسانی حقوقی در ایران بوده است. نخستین شمارهٔ این روزنامه در ۲۲ مرداد ۱۳۹۳ منتشر شد. روزنامه دنیای حقوق در برخی از روزها ۱۲ صفحه و در بعضی دیگر به‌صورت ۱۶ صفحه‌ای منتشر می‌شد. تازه‌های حقوق، تازه‌های قوانین، حقوق و اجتماع، حقوق مضاف از جمله صفحات این روزنامه هستند.
فصلنامهٔ دانشنامه‌های حقوقی که قبل‌تر با نام «فصلنامه علوم حقوقی» منتشر می‌شد، در شهریور ۱۳۹۵ از دبیرخانهٔ هیئت نظارت بر مطبوعات مجوز گرفت. ارتقای سطح کیفی پژوهش‌های حقوقی کشور، توسعهٔ مرزهای دانش حقوق و گسترش وجه کاربردی پژوهش‌های حقوق از اهداف این فصلنامه است. دامنهٔ فعالیت این فصلنامه نیز در ۱۵ رشته و گرایش حقوقی مثل حقوق مدنی، حقوق مسئولیت مدنی، حقوق مالکیت فکری، مطالعات آسیب‌شناسی قوانین و مانند اینهاست.
دوفصلنامه نقد و تحلیل آراء قضایی نیز به صاحب امتیازی پژوهشکده حقوق در زمستان ۱۴۰۰ پایه‌گذاری شد. هیئت تحریریه این نشریه علمی را قضات عالی‌رتبه شاغل و بازنشسته قوه قضاییه تشکیل داده است. این فصلنامه علاوه بر انتشار مقالات تخصصی، عهده‌دار برگزاری جلسات پژوهشی نقد و تحلیل رای قضایی نیز می‌باشد.
همچنین دوهفته‌نامهٔ پیک اطلاع‌رسانی حقوق و قانون نیز از دیگر نشریات این پژوهشکده است که در شهریور ۱۳۹۰ موفق به کسب مجوز انتشار از هیئت نظارت بر مطبوعات شد.

## فعالیت‌ها
پژوهشکدهٔ حقوق و قانون ایران تاکنون فعالیت‌ها و دستاوردهای متعددی داشته است. نظیر ۱۲ جلد مستند فقهی قانون مدنی که به سبک «مستندپژوهی» تدوین شده و به بیش از ۵۰۰ عنوان کتاب فقهی استدلالی استناد می‌کند. تدوین مجموعهٔ دو جلدی فهرستگان اصطلاحات حقوقی با ۱۰۶٬۲۸۸ واژهٔ تخصصی که در ویراست دومش، از نظر محتوای قرآنی، روایی، فقهی و حقوقی اصطلاحات حقوقی تقویت، و محتوای آن در بخش حقوق مضاف و حقوق بیگانه نیز غنی‌تر شده است. افزایش تعداد منابع و مآخذ نیز از دیگر تغییرات در ویراست دوم این کتاب است. شرح ماده‌به‌مادهٔ حقوق تعهدات فرانسه با استناد به بیش از ۳۰۰ منبع فارسی، فرانسوی و انگلیسی و بالغ بر ۱۰۰ رأی دیوان عالی فرانسه، ترجمهٔ مجموعهٔ ۵ جلدی کتاب تحریر المجله و انجام چندین کتاب‌شناسی و منبع‌شناسی حقوقی دیگر مثل منبع‌شناسی و فراهم آوری قوانین و مقررات مرتبط با سیلاب، کتابشناسی اخلاق حرفه‌ای و استانداردهای وکالت و کتاب‌شناسی داوری از جمله این فعالیت‌ها است. همچنین پژوهشکدهٔ حقوق تاکنون گزارش‌های پژوهشی متعددی نظیر «ارزیابی پیش‌نویس آیین‌نامهٔ اجرایی نحوه و میزان دسترسی به اطلاعات مرکز ملی داده‌های قوهٔ قضاییه»، «ارزیابی پیش‌نویس آیین‌نامهٔ اجرایی قانون اصلاح قانون مبارزه با پولشویی از منظر سازگاری درونی و انطباق با اصول حقوقی» و «گزارش عملکرد قوهٔ قضاییه در سال ۱۳۹۶» را تهیه و طراحی کرده است. این پژوهشکده تاکنون پژوهش‌هایی تقاضامحور را نیز برای سازمان‌های مختلف مانند قوه قضائیه، وزارت دادگستری، سازمان ثبت احوال کشور، شرکت ملی نفت ایران انجام داده است.
برخی از مهم‌ترین فعالیت‌های علمی پژوهشی این پژوهشکده عبارت است از:

### مدیریت دانش حقوق

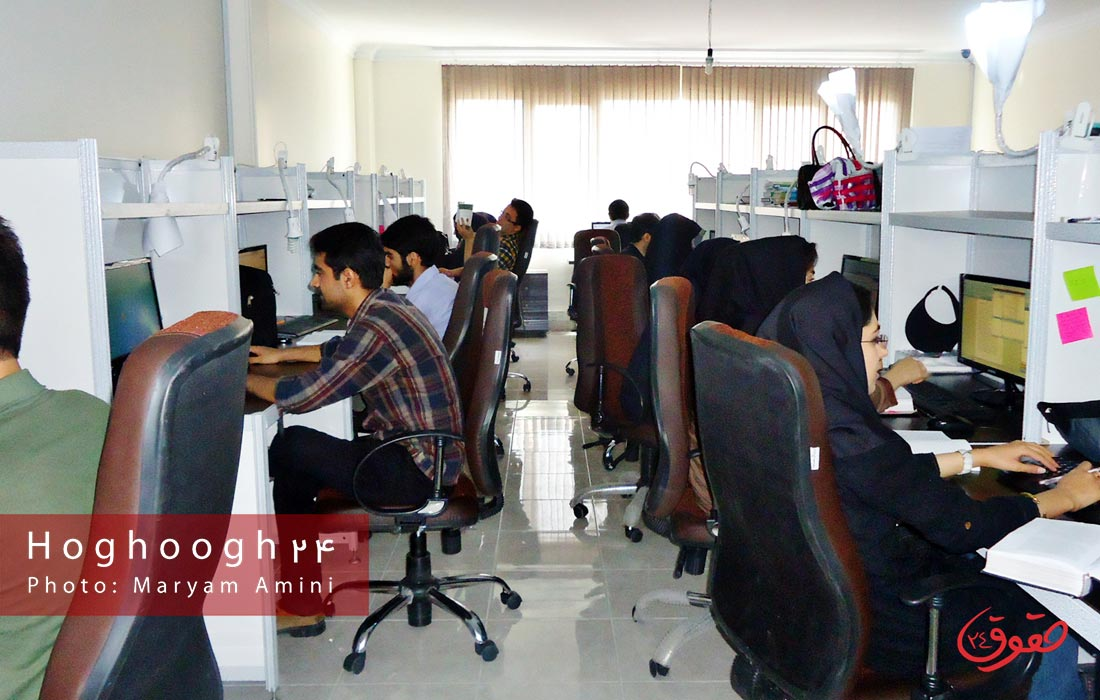
پژوهشگران پژوهشکدهٔ حقوق و قانون ایران درحال فیش‌برداری دیجیتالی

پروژهٔ مدیریت دانش پیرامونی مواد قانونی، یکی از فعالیت‌های این پژوهشکده است. این پروژه با همکاری حدود ۲۰۰ پژوهشگر — که از قضات، وکلا، اعضای هیئت علمی دانشگاه‌ها، فارغ‌التحصیلان و دانشجویان حقوق هستند — پیرامونی مواد قانونی، شناسایی، جمع‌آوری و سازماندهی شد. در حال حاضر به‌طور متوسط بیش از ۱۱۹ فیش تحقیقاتی به ازای هر یک از ۱۰٬۰۰۰ مواد قانونی موضوعِ تحقیق، و در مجموع بالغ بر دو میلیون فیش تهیه شده است. ادامهٔ این پژوهش با استفاده از فناوری هوش مصنوعی در دستور کار این پژوهشکده قرار دارد. فرایند فیش‌برداری در این پژوهشکده، از طریق نرم‌افزار اختصاصی است و در نتیجه این فیش‌برداری‌ها به‌صورت دیجیتالی انجام می‌شود.

### اصلاح قانون ثبت احوال
لایحهٔ اصلاح موادی از قانون ثبت احوال به‌درخواست سازمان ثبت احوال تدوین شد. تدوین این لایحه پس از گذراندن مراحل طولانی و با روش‌شناسی پژوهشی صورت گرفت. این لایحهٔ پیشنهادی براساس طرح‌های پژوهشی «نیازسنجی بازنگری در قانون ثبت احوال» و «اصلاح و بازنگری قانون ثبت احوال» با بیش از ۱۲ زیرپروژهٔ نیازسنجی در ۶۲ ماده، ۳۷ تبصره و ۷۸ تنظیم شد و هم‌اکنون در دست کمیسیون لوایح هیئت دولت است.

### شاخه‌بندی دانشنامه‌های حقوقی

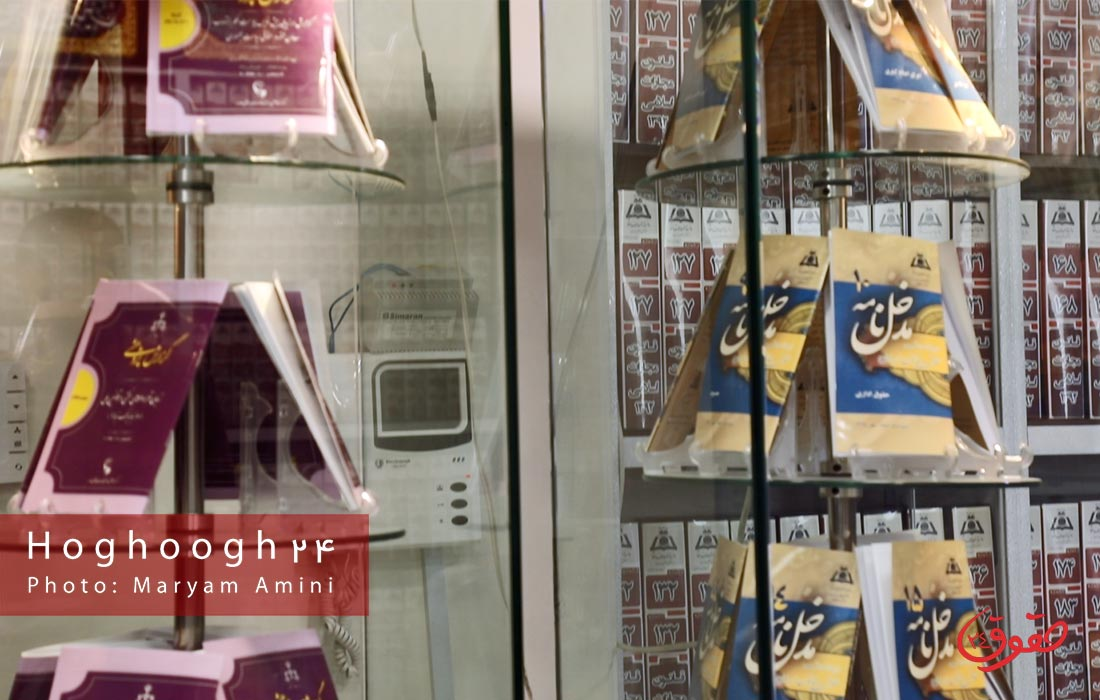
مدخل‌نامه‌های تهیه‌شده توسط پژوهشکدهٔ حقوق و قانون ایران

تدوین شاخه‌بندی دانشنامه‌های حقوقی برای ۶۶ عنوان تخصصی حقوقی نیز از دیگر فعالیت‌های این پژوهشکده است. برای انجام این کار، ابتدا مطالعات امکان‌سنجی و نیازسنجی انجام شد، سپس تحقیقات با این پیش‌فرض شروع شد که «هر رشتهٔ دارای دست‌کم ۲۵۰ اصطلاح تخصصی با سابقهٔ تعریف‌شدگی در آثار تخصصی، نیازمند تدوین دانشنامهٔ تخصصی به‌عنوان یک رشتهٔ حقوقی مستقل خواهد بود». نتیجهٔ این پژوهش، شناسایی بیش از ۱۱۰٬۰۰۰ عنوان مدخل در رشته‌های مختلف حقوقی بود که درنهایت منتج به تنظیم ۶۳ جلد به‌عنوان مدخل‌نامهٔ هر یک از رشته‌های حقوقی شد. یکی دیگر از نتایج این پژوهش، پدیداری حقوق مضاف نظیر حقوق آب، حقوق برق، حقوق انرژی‌های پاک، حقوق میراث فرهنگی، حقوق توریسم، حقوق حمل و نقل، حقوق راه‌ها، حقوق تاریخ پرونده‌های ملی، حقوق تغذیه، حقوق کشاورزی بود. این استانداردسازی و توسعهٔ دانشنامه‌نگاری حقوقی برای نخستین بار توسط پژوهشکده حقوق و قانون ایران انجام شد. رشته‌های دانشنامه‌نگاری حقوقی که مورد پژوهش قرار گرفته است، ۶۶ عنوان تخصصی حقوق است. حقوق هسته‌ای، حقوق رسانه و خبرنگار، پرونده‌های ملی، عقود معین، حقوق مدنی و حقوق جزا از جمله این رشته‌هاست.

### زیرساخت پژوهش در حقوق
«تناظر یک به یک» میان «منابع حقوق ایران» پژوهشی است که در طول سال‌های ۱۳۹۰ تا ۱۳۹۵ توسط صدها نفر از پژوهشگران شاخه‌های مختلف حقوق در این پژوهشکده انجام شده است؛ بدین صورت که این پژوهشکده، قوانینِ مادر در حقوق ایران را به‌عنوان موضوع و محدودهٔ پژوهش تعیین، و مجموعه‌ای از کتب، مقالات و پایان‌نامه‌های یک قرن اخیر را به‌عنوان دکترین حقوقی و رویه قضائی فیش‌برداری کرده است. خروجی این پژوهش، ایجاد بزرگ‌ترین زیرساخت پژوهش در حقوق ایران براساس سطرخوانی و تحلیل محتوای منابع حقوق ایران (قانون، رویهٔ قضایی و دکترین حقوقی) است. این پژوهش مستمراً درحال بروزرسانی است.

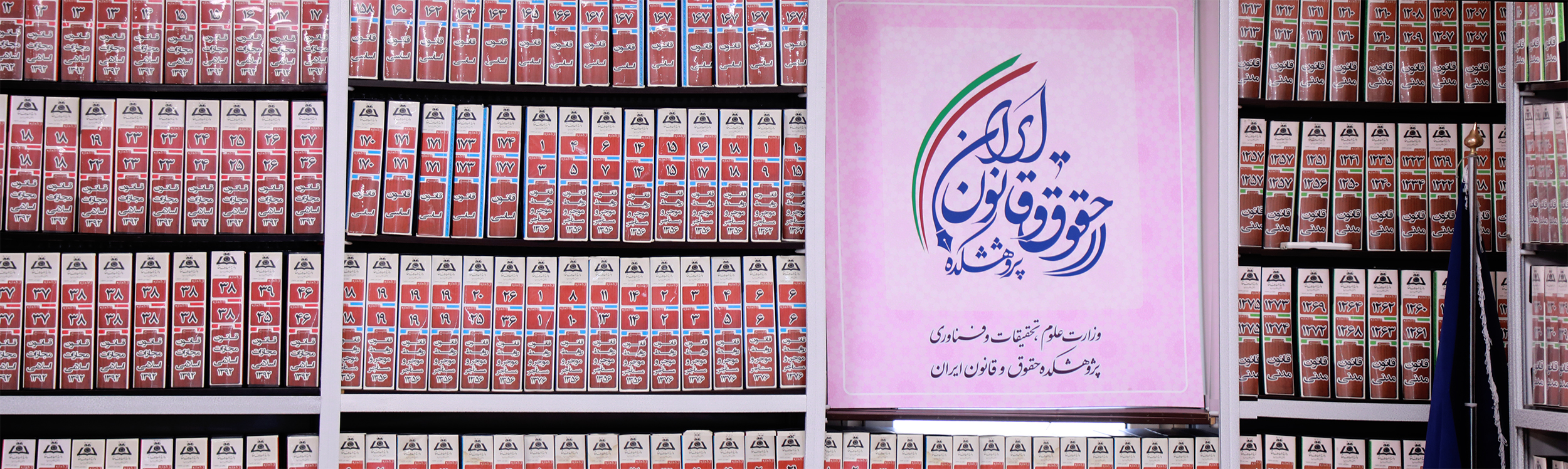
نمایی از زونکن‌های مختص به فیش‌های مواد قانونی در پژوهشکدهٔ حقوق و قانون ایران

### ارزیابی پیش‌نویس‌های قانون‌گذاری
این پژوهشکده تاکنون بارها مسئول ارزیابی و تحلیل پیش‌نویس لوایح متعدد، دستورالعمل‌ها و آیین‌نامه‌های متعدد قانونی شده است. برای مثال می‌توان به «گزارش پژوهشی ارزیابی پیش‌نویس آیین‌نامه اجرایی قانون اصلاح قانون مبارزه با پولشویی از منظر سازگاری درونی و انطباق با اصول حقوقی»، «گزارش پژوهشی ارزیابی و تحلیل پیش‌نویس دستورالعمل نظارت و پیگیری حقوق عامه» و «گزارش پژوهشی ارزیابی پیش‌نویس لایحهٔ مدیریت تعارض منافع در خدمات عمومی» اشاره کرد.

### همایش‌های ملی

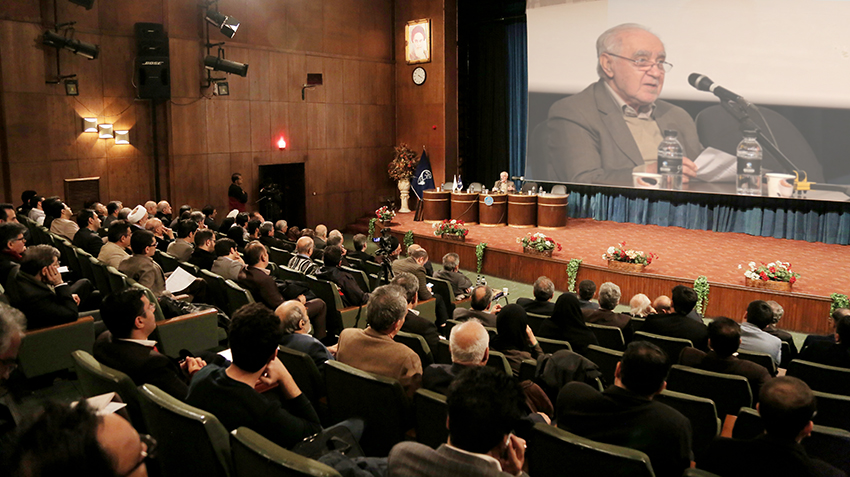
همایش ملی تجلیل از مقام علمی محمدجعفر جعفری لنگرودی

همایش ملی تجلیل از مقام علمی محمدجعفر جعفری لنگرودی در ۲۹ آبان ۱۳۹۸ در دانشگاه تهران و به‌همت پژوهشکدهٔ حقوق و قانون ایران و با مشارکت دانشگاه‌ها و انجمن‌های علمی حقوقی کشور برگزار شد.

## یادداشت
1. ↑  به‌گفتهٔ وبسایت پژوهشکدهٔ حقوق «درحال حاضر و با توجه به مسئولیت جدید وی در سطح معاون اولی قوه قضائیه، مجالی برای همکاری پژوهشی ایشان با این پژوهشکده باقی نمانده است.»